# Roman Stamm
Roman Stamm (ur. 28 lutego 1879 w Kaczanowie albo Koszanowie, zm. w październiku 1939 w Chojnicach) – polski przedsiębiorca, działacz społeczny, poseł na Sejm IV kadencji (1935-1938) w II Rzeczypospolitej.
Był kupcem i hurtownikiem materiałów budowlanych. Był również zaangażowany w prace społeczne i niepodległościowe. Przez wiele lat sprawował mandat radnego miejskiego, a w 1934 roku został wybrany na stanowisko wiceburmistrza m. Chojnice. Był też członkiem zarządu Towarzystwa Kupców Samodzielnych w tym mieście, radcą Izby Przemysłowo-handlowej w Gdyni, członkiem szeregu organizacji społecznych i kulturalnych. Działał również w Polskim Związku Zachodnim. Był opiekunem chojnickiego szpitala. W dwudziestoleciu międzywojennym mieszkał w Chojnicach.
W wyborach parlamentarnych w 1935 roku został wybrany posłem na Sejm IV kadencji (1935-1938) 31 212 głosami z okręgu nr 103, obejmującego powiaty: chojnicki, sępoleński, tucholski, świecki, starogardzki i tczewski. 
W październiku 1939 roku został aresztowany przez miejscowy Selbstschutz, a następnie rozstrzelany w polu pod Chojnicami..

## Życie rodzinne
Roman Stamm ożenił się z Bronisławą Gliniecką (1887 – ok. października 1939). Nie mieli dzieci. Bronisława Stamm była bohaterską patriotką polską. W 1920 roku, w dniu wejścia wojsk polskich do Chojnic, zorganizowała happening polegający na ostentacyjnym zerwaniu kajdanów przez młodą dziewczynę stojącą w stroju krakowskim na balkonie ratusza. Bronisława Stamm zginęła w 1939 roku zakatowana w więzieniu w Bydgoszczy po odmowie (już po aresztowaniu męża) wypowiedzenia pozdrowienia Heil Hitler na żądanie członka Selbstchutzu.